# Siegfried Nathow
Siegfried Nathow (* 18. Februar 1941) ist ein ehemaliger deutscher Fußballspieler. Von 1964 bis 1974 spielte er für den SC Neubrandenburg, Lokomotive Stendal und den FC Rot-Weiß Erfurt in der DDR-Oberliga, der höchsten Spielklasse im DDR-Fußball.

## Sportliche Laufbahn
Bis 1961 spielte Siegfried Nathow in der zu dieser Zeit viertklassigen Bezirksliga Neubrandenburg für die Betriebssportgemeinschaft (BSG) Einheit Templin, wo er mit 14 Jahren organisiert das Fußballspielen begonnen hatte. Im Alter von 20 Jahren wechselte er zur Saison 1961/62 zur BSG Turbine Neubrandenburg in die drittklassige II. DDR-Liga. Noch im Laufe der Saison wurde die Fußballsektion der BSG in den neu gegründeten Sportclub Neubrandenburg eingegliedert. Am Saisonende stiegen die Neubrandenburger in die I. DDR-Liga auf. Dort wurden in der Saison 1962/63 26 Punktspiele ausgetragen, von denen Nathow 23 bestritt. In der folgenden Spielzeit mussten 30 Punktspiele ausgetragen werden, da die I. DDR-Liga (jetzt nur noch DDR-Liga) wegen der Auflösung der II. DDR-Liga auf je 16 Mannschaften in zwei Staffeln aufgestockt worden war. Nathow wurde in allen 30 Spielen als Verteidiger eingesetzt und sorgte mit seiner Mannschaft für den Aufstieg in die Oberliga. In der Oberligasaison 1964/65 blieb er Stammverteidiger der Neubrandenburger, wurde in den 26 Punktspielen 24-mal aufgeboten und erzielte ein Tor. Der Sportclub schaffte den Klassenerhalt nicht und spielte künftig wieder in der DDR-Liga.
Nathow wechselte nach dem Abstieg zum Oberligisten Lok Stendal. Dort wurde er 1965/66 zunächst als Stürmer eingesetzt, kehrte aber bald in die Abwehr zurück. Er bestritt 20 Oberligaspiele und kam erneut zu einem Torerfolg. In dieser Saison erreichte die BSG Lok das Endspiel um den DDR-Fußballpokal, verloren das aber Finale, in dem Nathow als Innenverteidiger aufgeboten war, mit 0:1 gegen die BSG Chemie Leipzig. In den folgenden beiden Spielzeiten wurde Nathow jeweils in allen 26 Oberligaspielen eingesetzt, erzielte aber keine weiteren Tore. Nach der Saison 1967/68 erlebte Nathow mit Lok Stendal zum zweiten Mal in seiner Oberligalaufbahn den Abstieg.
Zur Saison 1968/69 schloss sich Nathow der Oberligamannschaft des FC Rot-Weiß Erfurt an. Dort ersetzte er den ausgeschiedenen langjährigen Verteidiger Gerhard Franke. Bis 1971 bestritt er von den 78 ausgetragenen Punktspielen 60 Partien, in denen er in der Regel als linker Verteidiger eingesetzt wurde. Nach der Saison 1970/71 stieg er zum dritten Mal mit seiner Mannschaft ab, blieb ihr aber diesmal erhalten. Während der DDR-Liga-Saison 1971/72 war Nathow langzeitverletzt und kam erst zum Ende wieder zum Einsatz, als er noch ein Punktspiel und vier der acht Aufstiegsspiele bestritt. Rot-Weiß gewann die Aufstiegsrunde und spielte 1972/73 wieder in der Oberliga. Nathow erkämpfte sich seinen Stammplatz als Verteidiger zurück, absolvierte 22 Punktspiele und schoss das dritte Tor seiner Oberligakarriere. Zur Saison 1973/74 wurde Nathow nur noch für den Kader der DDR-Liga-Mannschaft Rot-Weiß II nominiert. Mit ihr bestritt er zwölf der 22 Punktspiele, half aber in der Rückrunde der Saison auch noch bei sechs Punktspielen der Oberligamannschaft aus. Als die 2. Mannschaft 1974/75 aus der DDR-Liga absteigen musste, Nathow hatte mit ihr noch fünf Punktspiele bestritten, war seine Laufbahn im höherklassigen Fußball beendet. 1976 konnte er mit Rot-Weiß II noch den Bezirksmeistertitel feiern.